# Léon Moreel
 (juin 2021).
Si vous disposez d'ouvrages ou d'articles de référence ou si vous connaissez des sites web de qualité traitant du thème abordé ici, merci de compléter l'article en donnant les références utiles à sa vérifiabilité et en les liant à la section « Notes et références ».
Pour les articles homonymes, voir Moreel.
Léon Moreel, né le 26 février 1901 à Dunkerque où il est mort le 25 avril 1978 est un historien français de la région de Dunkerque.

## Biographie
Né dans une famille d'armateur dunkerquois, fils de Constant Georges Pierre et d’Apolline Charlotte Lucie Marie Louise Champeaux.  Après avoir obtenu son baccalauréat à l'Institut Notre Dame des Dunes, il fait ses études de droit à la faculté de Lille et s'inscrit en 1925 au barreau de Dunkerque dont il sera élu bâtonnier trois fois au cours de cinquante années d'exercice.
Sa thèse de doctorat sur les " Jacobins Flamands" (club de Bergues), préfacée par Jacques Bainville, préfigure toute sa carrière d'Historien de la Flandre Maritime et annonce des ouvrages d'un grand éclectisme dont beaucoup retracent la vie de grandes figures du Dunkerquois, tels Wenceslas Cobergher le fondateur des monts de piété et concepteur du système de moulin à vis sans fin permettant l'asséchement de la zone marécageuse des Moëres, le père Frédéric Janssoone, père missionnaire en Terre Sainte et au Canada et arrière grand oncle de son épouse, l'abbé Brasseur de Bourbourg explorateur du Canada de l'Amérique centrale, le Docteur Louis Lemaire, historien dunkerquois.
Il élargit le champ de ses biographies à des notabilités du département du Nord, comme Dupleix, le maréchal Mortier, duc de Trévise, le poète Ernest Champeaux ou encore Jean Baptiste Laisney un prêtre victime de la Terreur (et son arrière arrière... grand oncle). Étendant ses recherches à toute l'histoire de la ville il rédige " Dunkerque violence de la Flandre" puis " Comment Dunkerque redevint française en 1662" en collaboration avec Albert Chatelle.
Ses travaux consacrés à Jean Bart ("Jean Bart corsaire, chef d'escadre et Dunkerquois" et " Jean Bart le capre magnifique"), aux corsaires (" Voleurs de gloire") , aux grands marins dunkerquois, aux chantiers de construction navale et au pilotage de Dunkerque lui valent son entrée à l'Académie de marine,  d'abord comme membre correspondant de la section" législative et administrative" (23 mai 1958) puis comme membre titulaire (25 octobre 1963). Lors de sa réception il fera l'éloge de son prédécesseur le commandant Yves Le Prieur. Lauréat de l'Académie des sciences morales et politiques, de l'Académie de marine, il reçoit de nombreuses distinctions honorifiques qui ont aussi récompensé son dévouement inlassable au service des plus humbles. Président-fondateur de l'Union des familles (1964) et de la Maison de la famille, il crée le prix de la Maman méritante, il a été, pour ses actions sociales, fait commandeur dans l'Ordre national du Mérite.
Vice-président du Comité flamand de France et président de la Société des amis du musée, il est l'initiateur de l'exposition consacrée à Jean Bart et Dunkerque en son temps qui s'est tenue du 22 juillet au 15 septembre 1956. Enfin il est l'un des membres fondateurs de la Société des amis du vieux Dunkerque (1972) qui a donné naissance à la Société dunkerquoise d'histoire et d'archéologie.
Son épouse, Gabrielle Deswarte, Bray-Dunoise, lui a donné quatre filles, Françoise, Brigitte, Hélène et Béatrice. Brigitte et Hélène épousèrent Louis et Michel Lemaire, fils du docteur Louis Lemaire, historien du Nord, dont il avait écrit la biographie.
Son éloge à l'Académie de marine a été prononcé par le contre-amiral de Brossard.
Il habitait au 22 rue Faulconnier, maison ayant appartenu à la fille du contre-amiral de Kerguelen, puis à la sœur du peintre Dunkerquois Le Sidaner.
Un square de Dunkerque porte son nom.

## Publications
- Ghyvelde, Bray-Dunes à travers les âges, 1932
- Traditions, 1946
- Jan Bart, 1949 (préfacier)
- Révolution, 1949
- Grands marins dunkerquois
- Dunkerque et ses chantiers de constructions navales de l'origine à nos jours, 1950
- Voleurs de gloire, les corsaires dunkerquois, 1950
- Un grand moine français, le R. P. Frédéric Janssoone, O.F.M., apôtre de la Terre sainte et du Canada, Paris, 1951, lauréat du Prix Constant-Dauguet en 1952
- Un génie oublié de la Renaissance. Wenceslas Cobergher, 1557-1634, 1952 (lire en ligne)
- Dunkerque : violence de la Flandre, 2e éd, éd. J. Demeyère, Dunkerque, 1953
- Un historien du Nord : Le Docteur Louis Lemaire (1877-1941), 1953
- Dunkerque libérée, juin 1944 - mai 1945, 1954
- Le maréchal Mortier, duc de Trévise, 1768-1835, 1957, lauréat du Prix Thérouanne en 1958
- Catroux le méditerranéen, 1959
- Comment Dunkerque redevint française, 1962
- Dupleix, marquis de fortune et conquérant des Indes, 1697-1763, éditions Le Port de Dunkerque, 1963, Prix Broquette-Gonin en 1965
- " Dunkerque au péril millénaire, toujours arse et rebatie ", chez Léon Moreel sur les Presses de l'Imprimerie Pierre Landais, Dunkerque - Malo-les-Bains (Nord).
- Saint Éloi de Dunkerque, une cathédrale flamande de la mer, 1968
- Dunkerque, hier, aujourd'hui et demain, 1974
- Dix siècles de vie quotidienne à Dunkerque, 1983
- Le Pilotage de Dunkerque en collaboration avec Etienne Le Caër.
- Dunkerque au Péril Millénaire 1966.
- Les Soldats de l'An II à Hondschoote, histoire d'un club militaire,1927.
- Les Jacobins Flamands, club de Bergues, thèse de doctorat, 1926.
- Ernest Champeaux, la poésie au fil des jours.
- Images de Flandre.
- Grands marins Dunkerquois.
- L 'abbé Brasseur de Bourbourg.
- Jean Bart, corsaire , chef d'escadre er Dunkerquois,1951.
- Jean Bart, le capre magnifique, 1957.
- Jean Baptiste Lainey et les siens sous la Terreur, 1936.
- Les jours sombres de l'occupation allemande (1940-1944),1955.